# Integrated Lights-Out
Integrated Lights-Out (iLO, англ. произносится «айло́») — механизм управления серверами в условиях отсутствия физического доступа к ним. Применяется фирмой Hewlett Packard  для всех своих серверов (кроме серверов 100 серии до марта 2009 года (до G6)). 
Функциональность iLO аналогична технологии управления отключением света (LOM), предлагаемой другими поставщиками, например портом LOM Sun/Oracle, Dell DRAC, IBM Remote Supervisor Adapter и Cisco CIMC. 

## Ключевые характеристики
- Графический веб-интерфейс (GUI) — доступ к iLO из любого места через стандартный браузер[1].
- Virtual Power — полное удалённое управление питанием сервера[1].
- Remote text console — платформо-независимая текстовая консоль для отображения и управления активностью удалённого сервера, например, выключение или включение[1].
- Virtual Serial Port — доступ к последовательному порту через сеть таких приложений как Windows® Server 2003 Emergency Management Services и сессии TTY[1].
- Интерфейс командной строки и сценариев — гибкое использование, конфигурация и обслуживание[1].
- SSL шифрование — для всех данных между процессором iLO и браузером[1].
- Диагностика процессора iLO и сервера — детализированные отчёты, статус[1].
- DNS/DHCP[1].
- Удалённое обновление микропрограммы[1].
- IPMI через локальную сеть[1].

## Аппаратная реализация
iLO2 реализован на чипе Pilot II компании ServerEngines. Pilot представляет собой систему на кристалле на базе микропроцессора ARM9. По некоторым сведениям, он же используется в системах удалённого управления на серверах Fujitsu Siemens Computers и Dell.

## Устройства удалённого присутствия
Первое поколение процессоров iLO представляет собой процессор и набор системной логики, расположенной на материнской плате сервера.
Изначально обладает базовой функциональностью (получение статуса сервера, управление учётными записями, кнопка питания, консоли), которая может быть расширена при покупке лицензии iLO Advanced Pack. Управление — через Ethernet порт форм-фактора 8P8C.
Второе поколение — RILOE (Remote Insight Lights-Out Edition), представляет собой плату расширения с интерфейсом PCI. Предназначена для установки в серверы, где нет встроенного iLO или где требуется улучшенная функциональность.

## Использование
При загрузке сервера (на примере сервера HP ProLiant DL380 G4), после инициализации процессоров и памяти, предлагается нажать клавишу F8 для настройки iLO. При нажатии будет запущена программа из ПЗУ iLO с псевдографическим интерфейсом типа Turbo Vision. Из этой среды можно включить DHCP или настроить сетевую карту, добавить пользователей для доступа к iLO, получить текущий статус; больше ничего на данном этапе не требуется. После выхода будут продолжены все остальные процедуры загрузки — инициализация RAID и загрузчика.
Необходимо подключить ethernet-порт iLO к устройству управления (например, к ноутбуку) или маршрутизатору. При загрузке порт iLO получит IP-адрес, по которому будет доступен веб-интерфейс. Через веб-интерфейс будет производиться вся дальнейшая настройка.